# Peter Enevoldsen
Peter Enevoldsen (* 14. August 1961 in Aarhus) ist ein ehemaliger dänischer Fußballspieler und jetziger -trainer. Als aktiver Spieler spielte er für Aalborg Freja, Aalborg BK, Borussia Mönchengladbach, LASK Linz und Nørresundby BK. Für die erste Mannschaft des Aalborg BK absolvierte er 191 Spiele und erzielte fünf Tore.
Seit Sommer 2011 ist er Cotrainer des Super-League-Klubs SønderjyskE. Davor war er Cheftrainer des Thisted FC. Er war auch Co-Trainer beim Viborg FF.
Seine Kinder sind ebenfalls im Fußball aktiv. Sein Sohn Thomas (* 1987) spielt für den belgischen Erstligisten KV Mechelen.